# Simulium aemulum
Simulium aemulum är en tvåvingeart som beskrevs av Rubtsov 1940. Simulium aemulum ingår i släktet Simulium och familjen knott. Inga underarter finns listade i Catalogue of Life.